# 镇蛮府
镇蛮府，是明代交阯承宣布政使司下轄的一個府，明永乐五年（1407年）改龙兴府置，属交趾布政司。治所在新化县（今越南北部太平省西北兴河县南）。辖境相当今越南太平省地。永樂十七年九月十四日丙辰（1419年10月3日），革鎮蠻府為鎮蠻州。初辖四县，新化县、廷河县、古兰县、神溪县。

明代交阯承宣布政使司

## 沿革
- 明永樂五年六月癸未（1407年7月5日）置镇蛮府，領縣四[1]。
- 永樂十三年八月二十二日丙戌（1415年9月24日），新安府的太平县、多翼县来属，領縣六[2]。
- 永樂十三年八月二十三日丁亥（1415年9月25日），废除新化县、神溪县二县，領縣四[3]。
- 永樂十四年五月十五日（1416年6月10日），設鎮蠻府儒學、陰陽學、醫學、道紀司[4]
- 永樂十七年九月十四日丙辰（1419年10月3日），革鎮蠻府為鎮蠻州，以所隸古蘭、廷河二縣併入本州；多翼縣入太平縣，領縣一[5]。